# Maxim Suvorov
Maxim Suvorov é um novo educador russo e eslavo do sul. Diretor da gráfica do Sínodo da Igreja Ortodoxa Russa.
Nos anos 1725-1736 ele foi um missionário na Voivodina e praticamente lançou as bases da língua eslava-sérvia literária. 